# Nova 9: The Return of Gir Draxon
Nova 9: The Return of Gir Draxon es un videojuego de disparos futurista desarrollado por Dynamix y lanzado por Sierra On-Line en 1991 para PC como la segunda secuela del juego Stellar 7.

## Jugabilidad
El jugador asume el papel de un piloto de tanque futurista que lucha contra amenazas alienígenas en nueve sistemas estelares diferentes. El tanque se denomina Raven II y está equipado con un cañón frontal con munición ilimitada que puede disparar dos ráfagas de tiros, escudos de energía y armadura (a diferencia del tanque del juego anterior Stellar 7). El daño al tanque del jugador después de que se rompan los escudos se produce en forma de sistemas que se vuelven menos efectivos; esto afecta principalmente a la movilidad. Se pueden recolectar potenciadores en el juego, aunque el sistema funciona de manera diferente al juego anterior de la serie. Se podrán almacenar y usar hasta nueve potenciadores cuando sea necesario. El daño al tanque del jugador podrá romper permanentemente las ranuras de potenciadores. Por último, el tanque del jugador podrá repararse volviendo a una base de asteroides oculta en una ubicación designada de portales a lo largo del juego. Estos aparecen en casi todos los demás mundos. Si el tanque no está particularmente dañado al ir a un portal de reparación, el jugador también podrá recibir mejoras permanentes para el tanque; algunas mejoras serán requeridas para avanzar en la historia, por lo que sucederán en puntos designados en el tiempo incluso si el tanque del jugador está muy dañado.
Los enemigos del juego incluyen cualquier cosa, desde otros tanques hasta pájaros mecánicos equipados con una variedad de armas que incluyen láseres, ataques balísticos y minas. Cada uno de los nueve mundos tiene una temática, y los enemigos en ese mundo tienden a seguir dicha temática, como un mundo de dinosaurios o un mundo de insectos; esto fue un avance con respecto al juego anterior, donde los enemigos a menudo se reutilizaban en todos los mundos. Cada mundo alienígena también contará con un jefe que deberá ser derrotado, la mayoría de los cuales requerirán de cierto nivel de creatividad, como dispararle al jefe en un punto débil o usar el terreno en su contra. El jefe final es el mismísimo Gir Draxon en un supertanque con forma de calavera con cuernos. Cuenta con tres fases que vencer, las dos primeras requerirán tácticas creativas.
Los mundos alienígenas se representaban como llanuras en su mayoría sin rasgos distintivos que eventualmente giraban sobre sí mismas, aunque cada mundo tenía una modesta variedad de objetos 3D que representaban formaciones rocosas u, ocasionalmente, vida vegetal alienígena. Los fondos de los mundos eran pinturas digitales de cielos alienígenas que envolvían el horizonte.
El juego carece de una función de guardado. El jugador podrá usar dos «créditos» antes de que el juego deba reiniciarse desde el principio. Un daño significativo en un lado del tanque podría eliminar por completo la capacidad de girar en una dirección determinada; los efectos de daño tendían a acumularse rápidamente, ya que, a medida que se reducía la movilidad, se volvía más difícil evitar más daño entrante o mantener a los enemigos alejados del lado herido del tanque. Los efectos de daño permitían sobrevivir por más tiempo al tanque en comparación a quel sin armadura en Stellar 7, que simplemente moriría cuando sus escudos (puntos de vida) se agotaran.

## Trama
Gir Draxon, el malvado señor supremo derrotado al final del juego anterior (Stellar 7), aterriza de emergencia en un mundo alienígena, destrozado y lleno de cicatrices. Rápidamente, localiza un poderoso artefacto alienígena que controla las mentes de sus víctimas, destruye a las inofensivas criaturas alienígenas cercanas y comienza a reconstruir su imperio interestelar. Una llamada de socorro sale de un mundo mientras lo conquista, que rápidamente se convierte en una imagen de víctimas controladas mentalmente que afirman que todo está bien. Mientras tanto, el protagonista del juego anterior ha construido una instalación oculta en un gran asteroide en medio de un vasto campo de asteroides donde puede diseñar herramientas más poderosas para luchar contra malvados como Gir Draxon. La creación más notable es la del tanque pesado Raven II, una mejora directa del poderoso pero frágil Raven I de Stellar 7. También tiene un droide de reparación robótico y una computadora de IA que contiene la personalidad de su difunta esposa, que se perdió en el primer ataque de Gir Draxon a la Tierra en Stellar 7.
A medida que el héroe avanza por cada mundo, derrotando a las fuerzas de Gir Draxon, los secuaces de Draxon se acercan a la base oculta. Finalmente, la encuentran cuando el juego se acerca a su conclusión, y la IA destruye la base para evitar que los secuaces de Draxon encuentren información sobre el Raven II y la usen para derrotar al protagonista. Después de que Draxon es derrotado en la batalla final, su supertanque se sobrecarga, electrocutándolo y matándolo. Luego, el héroe regresa al campo de asteroides y encuentra evidencia de que la computadora de IA que contiene la personalidad de su esposa puede haber sobrevivido a la explosión.

## Recepción
El juego obtuvo 4 estrellas y media de 5 en la revista Dragon. Computer Gaming World elogió los «gráficos impresionantes», la alta dificultad y los oponentes inteligentes del juego, y solo criticó la falta de una opción para guardar la partida. La revista concluyó que «Nova 9 es una excelente ofrenda para los fanáticos de los juegos de arcade de todo el mundo... un esfuerzo completamente profesional».

## Reseñas
- Amiga Games - octubre de 1992[3]
- Amiga Joker - septiembre de 1992[4]